# Wahlen zum Dáil Éireann 1989
- WP: 7
- GP: 1
- LAB: 15
- Unabh.: 5
- FG: 55
- PD: 6
- FF: 77

Die Wahlen zum Dáil Éireann 1989 fanden am 15. Juni 1989 statt. Bestimmt wurden die Mitglieder des 26. Dáil.

## Ergebnisse 1989
Die 166 Parlamentarier versammelten sich erstmals am 29. Juni und die Amtszeit dauerte 1259 Tage.
Die Neuwahl 1989 wurde einberufen, da ein Vorstoß einer Minderheit von Fianna Fáil bezüglich der Bereitstellung eines Fonds für AIDS-Kranke abgelehnt wurde. Obwohl eine Neuwahl nicht notwendig gewesen wäre, da dies nicht die Regierungsfähigkeit von Fianna Fáil gefährdete, wurde der Dáil aufgelöst. Charles Haughey, Anführer von Fianna Fáil, entschloss sich zu diesem Schritt auch noch aus einem anderen Grund: Kürzliche Umfragen zeigten seine Partei auf einem neuen Hoch und es bestand die Möglichkeit einer absoluten Mehrheit. Es gab auch Gerüchte, dass verschiedene Fianna-Fáil-Mitglieder auf diese Art für sich selbst Gelder beschaffen wollten. Die Gerüchte konnten zu dieser Zeit nicht bewiesen werden, doch zehn Jahre später stellte sich heraus, dass Ray Burke, Pádraig Flynn and Haughey selbst beträchtliche Wahlspenden zur persönlichen Verfügung erhalten hatten.
Die Hoffnung von Fianna Fáil, die anderen Parteien mit der Neuwahl zu überraschen, erfüllten sich nicht: Die Opposition koordinierte ihre gemeinsamen Bemühungen recht schnell. Kürzungen im Gesundheitssektor wurden das dominante Thema.
Alan Dukes, neuer Anführer von Fine Gael, hatte mit seiner Tallaght Strategie Fianna Fáil die letzten zwei Jahre an der Macht gehalten. Tallaght ist ein Vorstadtbezirk von Dublin, in dem Dukes am 2. September 1987 eine Rede vor der Handelskammer gehalten hatte. Die wichtigste Aussage von ihm war: Wenn die Regierung die richtigen Dinge tut, will ich nicht dagegen ankämpfen und aus parteilichen Gründen blockieren.
Obwohl die Wahl am gleichen Tag wie die Europawahl stattfand, lag die Wahlbeteiligung lediglich bei 68,50 %. Eventuell lag es auch an einer wahlmüden Wählerschaft, war es doch schon die 5. Wahl in 8 Jahren.
Das Wahlergebnis (4 verlorene Sitze) war für Fianna Fáil, die die absolute Mehrheit anstrebten, eine Niederlage, da die Wahl eigentlich unnötig gewesen war. Doch auch die Progressive Democrats verloren über die Hälfte ihrer Abgeordneten. Die Bildung einer Regierung erwies sich daraufhin als erwartungsgemäß schwierig. Viele innerhalb von Fianna Fáil hofften, die Minderheitsregierung mittels der Tallaght Strategie fortsetzen zu können, doch Fine Gael blockierte so, dass es unmöglich schien, eine neue Regierung aufzustellen. Die Lage erschien so ausweglos, dass Charles Haughey formell als Taoiseach zurücktrat. Zum ersten Mal in der irischen Geschichte konnte bei der ersten Dáil-Versammlung keine Regierung und kein Taoiseach aufgestellt werden. Erst 27 Tage später führten Verhandlungen zwischen Fianna Fáil und den Progressive Democrats zu einer Regierungsbildung.
| Partei                      | Anführer           | Sitzverteilung | Sitzverteilung | Sitzverteilung | Nachwahlen (0) | Nachwahlen (0) | Nachwahlen (0) | Nachwahlen (0) |
| --------------------------- | ------------------ | -------------- | -------------- | -------------- | -------------- | -------------- | -------------- | -------------- |
| Partei                      | Anführer           | Anzahl         | ±              | %-Verteilung   | Verloren       | Gewonnen       | Behalten       | ±              |
| Fianna Fáil                 | Charles J. Haughey | 77             | −4             | 46,39 %        |                |                |                |                |
| Fine Gael                   | Alan Dukes         | 55             | +4             | 33,13 %        |                |                |                |                |
| Labour Party                | Michael O’Leary    | 15             | +3             | 9,04 %         |                |                |                |                |
| Workers’ Party              | Proinsias De Rossa | 7              | +3             | 4,22 %         |                |                |                |                |
| Progressive Democrats       | Desmond O’Malley   | 6              | −8             | 3,61 %         |                |                |                |                |
| Green Party/Comhaontas Glas |                    | 1              | +1             | 0,60 %         |                |                |                |                |
| Unabhängige                 | Unabhängige        | 5              | +1             | 3,01 %         |                |                |                |                |
|                             |                    | 166            | ±0             |                |                |                |                |                |